# Монтеферарио I (Бјела)
Монтеферарио I је насеље у Италији у округу Бијела, региону Пијемонт.
Према процени из 2011. у насељу је живело 95 становника. Насеље се налази на надморској висини од 334 м.